# Айдерштедт (управление)
Айдерштедт (нем. Eiderstedt) — управление (амт) в Германии, земля Шлезвиг-Гольштейн, район Северная Фрисландия. Управление, администрация которого находится в городе Гардинг, образует с городом Тённинг управленческую ассоциацию и предоставляет для него услуги управления.

## Административное устройство
Управление Айдерштедт состоит из следующих коммун (численность населения на 31 декабря 2018 года):
- Вельт (208)
- Вестерхефер (95)
- Гардинг, город (2764)
- Гротузенког (24)
- Катариненхерд (185)
- Кирхшпиль-Гардинг (295)
- Котценбюлль (203)
- Нордерфридрикског (54)
- Ольденсворт (1262)
- Остерхефер (210)
- Поппенбюлль (232)
- Санкт-Петер-Ординг (3992)
- Татинг (990)
- Тетенбюлль (581)
- Тюмлауэр-Ког (117)
- Фоллервик (209)

## Герб и флаг
Геральдика: «На синем щите золотой трёхмачтовый парусный корабль в стиле XVI столетия с серебряными парусами и красными мачтами и вымпелами. На фоке — наполовину выглядывающий красный лев (леопард), на гроте — красная голова быка, на бизани — красная рыба» 
На флаге управления показаны четыре одинаково широкие горизонтальные полосы в цветах сверху вниз: синий, золотой (желтый), серебряный (белый) и красный. Посередине флага находится герб управления.